# Dobermann
Dobermann er en tysk hunderace, som blev fremavlet i området omkring den lille by Apolda i Weimarer Land i Thüringen i 1860'erne. Dobermann klassificeres af Fédération Cynologique Internationale (FCI) i sektionen "Pinschere og Schnauzere". Tidligere var denne hund kendt som Dobermannpinscher.

## Oprindelse og alder
Dobermann er navngivet efter den tyske skatteopkræver og hundefanger Karl Friedrich Louis Dobermann (2. januar 1834 - 9. juni 1894), der ønskede en beskyttelseshund, og lagde grunden til avlsarbejdet med racen.
Racens oprindelse er ikke klar, men kan være et produkt af krydsavl mellem altdeutscher schæfer og tysk pinscher, der var stamfader til rottweiler og weimaraner. Det er også muligt at rottweiler, schæferhund og beauceron er krydset ind i racen.
Karl Friedrich Louis Dobermann viste for første gang sin nye hunderace frem på et hundemarked i Apolda i 1863. Racen blev anerkendt som sådan i 1895.

## Udseende, anatomi og fysik
Standarden for dobermann publiceres af FCI og er oversat af Dansk Kennel Klub (DKK). Dobermann er en kvadratisk, muskuløs og velproportioneret stor hund med kort, glat og sort eller mørk brun pels med karakteristiske brune (tan) markeringer og uden underuld. Hanhunde vejer 42-48 kilo og bliver 68-72 centimeter i skulderhøjde. Tæverne vejer gerne 34-38 kilo og måler 63-68 centimeter i skulderhøjde. Før i tiden havde denne hund ofte kuperede ører og hale, men dette er ikke længere tilladt i Danmark, da det anses for at være dyremishandling. Kupering tillades dog i andre lande.

## Temperament og egenskaber
Dobermann er med sin oprindelse som forsvarshund velegnet som vagthund, men er samtidig venlig og rolig. Trods sit sociale væsen er en dobermann ikke en udpræget selskabshund. Den er både vagtsom, energisk, lydig, intelligent, frygtløs og loyal. Dobermann blev af dyrepsykologen Stanley Coren klassificeret som den 5. mest intelligente hunderace, målt ud fra evnen til at lade sig træne, og den egner sig derfor som brugs/politihund. Racen kan lide at arbejde og er nem at træne, men kræver konsekvent lydighedstræning.

## Agressivitet
Dobermann er blandt hunderacer som kan vise aggressiv adfærd overfor mennesker. En sådan adfærd, når den forekommer, retter sig typisk mod fremmede.